# Copa del Rey de rugby 2009-10
La Copa del Rey de rugby 2009-10 fue un campeonato de rugby disputado en eliminatorias directas a partido único en el que participan los ocho primeros clasificados de la liga de División de Honor al finalizar la primera vuelta de la temporada 2009-2010.
Esta edición Copa del Rey se disputó en un formato de cuartos de final, semifinales y final, todas a partido único. La final se jugó en la ciudad Segovia el día 16 de mayo de 2010.

## Equipos Clasificados
Al finalizar la primera vuelta se clasificaron los siguientes equipos debido a que sus posiciones fueron las que se muestran:
| Pos. | Club                     | Ciudad                    | Estadio             |
| 1    | Cetransa El Salvador     | Valladolid                | Campos de Pepe Rojo |
| 2    | C.R. La Vila             | Villajoyosa               | Campo de El Pantano |
| 3    | CRC Madrid               | Madrid                    | Valle de las Cañas  |
| 4    | Bizkaia Gernika R.T.     | Guernica                  | Campo de Urbieta    |
| 5    | VRAC Quesos Entrepinares | Valladolid                | Campos de Pepe Rojo |
| 6    | Cajasol Ciencias         | Sevilla                   | La Cartuja          |
| 7    | AMPO Ordizia R.E.        | Ordizia                   | Fernando Trevijano  |
| 8    | UE Santboiana            | San Baudilio de Llobregat | Baldiri Aleu        |

## Cuadro Competitivo
|  | Cuartos de final                   | Cuartos de final         | Cuartos de final                   |                          |                                    | Semifinales          | Semifinales | Semifinales |  |                            | Final                    | Final | Final |  |
|  |                                    |                          |                                    |                          |                                    |                      |             |             |  |                            |                          |       |       |  |
|  |                                    |                          |                                    |                          |                                    |                      |             |             |  |                            |                          |       |       |  |
|  | Bandera del País Vasco             | AMPO Ordizia R.E.        | 22                                 |                          |                                    |                      |             |             |  |                            |                          |       |       |  |
|  | Bandera del País Vasco             | AMPO Ordizia R.E.        | 22                                 |                          |                                    |                      |             |             |  |                            |                          |       |       |  |
|  | Bandera de Castilla y León         | Cetransa El Salvador     | 34                                 |                          |                                    |                      |             |             |  |                            |                          |       |       |  |
|  | Bandera de Castilla y León         | Cetransa El Salvador     | 34                                 |                          | Bandera de Castilla y León         | Cetransa El Salvador | 22          |             |  |                            |                          |       |       |  |
|  |                                    |                          |                                    |                          | Bandera de Castilla y León         | Cetransa El Salvador | 22          |             |  |                            |                          |       |       |  |
|  |                                    |                          | Bandera de Castilla y León         | VRAC Quesos Entrepinares | 24                                 |                      |             |             |  |                            |                          |       |       |  |
|  | Bandera de Castilla y León         | VRAC Quesos Entrepinares | Bandera de Castilla y León         | VRAC Quesos Entrepinares | 24                                 | 24                   |             |             |  |                            |                          |       |       |  |
|  | Bandera de Castilla y León         | VRAC Quesos Entrepinares |                                    |                          |                                    |                      |             |             |  |                            |                          |       |       |  |
|  | Bandera de la Comunidad de Madrid  | CRC Madrid               | 12                                 |                          |                                    |                      |             |             |  |                            |                          |       |       |  |
|  | Bandera de la Comunidad de Madrid  | CRC Madrid               | 12                                 |                          |                                    |                      |             |             |  | Bandera de Castilla y León | VRAC Quesos Entrepinares | 33    |       |  |
|  |                                    |                          |                                    |                          |                                    |                      |             |             |  | Bandera de Castilla y León | VRAC Quesos Entrepinares | 33    |       |  |
|  |                                    |                          | Bandera de la Comunidad Valenciana | C.R. La Vila             | 17                                 |                      |             |             |  |                            |                          |       |       |  |
|  | Bandera de la Comunidad Valenciana | C.R. La Vila             | Bandera de la Comunidad Valenciana | C.R. La Vila             | 17                                 | 23                   |             |             |  |                            |                          |       |       |  |
|  | Bandera de la Comunidad Valenciana | C.R. La Vila             |                                    |                          |                                    |                      |             |             |  |                            |                          |       |       |  |
|  | Bandera del País Vasco             | Bizkaia Gernika R.T.     | 19                                 |                          |                                    |                      |             |             |  |                            |                          |       |       |  |
|  | Bandera del País Vasco             | Bizkaia Gernika R.T.     | 19                                 |                          | Bandera de la Comunidad Valenciana | C.R. La Vila         | 25          |             |  |                            |                          |       |       |  |
|  |                                    |                          |                                    |                          | Bandera de la Comunidad Valenciana | C.R. La Vila         | 25          |             |  |                            |                          |       |       |  |
|  |                                    |                          | Bandera de Andalucía               | Cajasol Ciencias         | 12                                 |                      |             |             |  |                            |                          |       |       |  |
|  | Bandera de Andalucía               | Cajasol Ciencias         | Bandera de Andalucía               | Cajasol Ciencias         | 12                                 | 22                   |             |             |  |                            |                          |       |       |  |
|  | Bandera de Andalucía               | Cajasol Ciencias         |                                    |                          |                                    |                      |             |             |  |                            |                          |       |       |  |
|  | Bandera de Cataluña                | UE Santboiana            | 9                                  |                          |                                    |                      |             |             |  |                            |                          |       |       |  |
|  | Bandera de Cataluña                | UE Santboiana            | 9                                  |                          |                                    |                      |             |             |  |                            |                          |       |       |  |
|  |                                    |                          |                                    |                          |                                    |                      |             |             |  |                            |                          |       |       |  |

| Campeón Copa del Rey 2010 VRAC Quesos Entrepinares |

### Cuartos de final
|  | Local | vs. | Visita |  |  |

|  | Local | vs. | Visita |  |  |

|  | Local | vs. | Visita |  |  |

|  | Local | vs. | Visita |  |  |

### Semifinales
|  | Local | vs. | Visita |  |  |

|  | Local | vs. | Visita |  |  |

### Final
|  | Local | vs. | Visita |  |  |